# Лакі Лучано
Чарльз Лучіа́но на прізвисько Щасливчик (англ. Charles "Lucky" Luciano), він же Сальвато́ре Лука́нія (італ. Salvatore Lucania); 24 листопада 1897, Леркара-Фрідді, Сицилія, Італія — 26 січня 1962, Неаполь, Італія) — італо-американський злочинець сицилійського походження, один із лідерів організованої злочинності в США, один із засновників Національного злочинного синдикату.

## Життєпис

### Дитинство і юність
Народився 24 листопада 1897 року в Леркара-Фридді, на острові Сицилія. При народженні отримав ім'я Сальваторе. Був третьою дитиною в родині Антоніо Луканія і Розалії Каппореллі; мав двох братів і сестру.
У квітні 1909 року емігрував разом з братами, сестрою та матір'ю в США, в Нью-Йорк — до батька, який жив там з 1907 року. Сім'я влаштувалася в іммігрантському гетто в Нижньому Іст-Сайді.
З підліткового віку відрізнявся кримінальною поведінкою. У червні 1911, у віці 13 років, був поміщений в спецшколу для дітей з неблагополучних сімей, які порушують соціальні норми. Вийшовши з цієї установи, вступив на службу кур'єром в майстерню по виготовленню дамських капелюхів. Паралельно з цією роботою став наркокур'єром.

### Перший арешт
Спійманий в червні 1916 року на гарячому і 26 червня засуджений на 1 рік тюремного ув'язнення. Звільнений достроково через шість місяців — за зразкову поведінку у в'язниці.
Вийшовши з в'язниці, вирішив стати професійним злочинцем.

### Злочинна кар'єра
Присвятивши себе кримінальному ремеслу, протягом тривалого часу займався різноманітними видами кримінальної діяльності: вимаганням, грабежами, контрабандою, торгівлею наркотиками, організацією нелегальної проституції та грального бізнесу. Пройшов шлях від рядового гангстера в одному з угруповань італійської мафії в Нью-Йорку до керівника її найбільшого в США клану. Брав активну участь в так званих «гангстерських війнах»; під час однієї з них в жовтні 1929 року був викрадений і побитий до напівсмерті членами конкуруючого бандитського угруповання. Після того як йому чудом вдалося вижити, Сальваторе Лучано і отримав кличку «Щасливчик» (англ. Lucky).

### На чолі італійської мафії в Нью-Йорку
У квітні 1931 року Лучано організував вбивство боса свого мафіозного клану — Джузеппе Массерії, якому до того служив протягом багатьох років, і зайняв його місце. Володіючи великими організаторськими здібностями, він почав реформувати злочинний світ Нью-Йорка, перебудовуючи його «під себе». Лучано вважав, що мафія в США повинна будуватися на тих же принципах, на яких будуються американські промислові корпорації.
Організував «Велику сімку» — супертрест гангстерів з продажу спиртного. В якості молодших партнерів виступали «Нью-Йорк Індепенденс» і «Незалежні виробники спиртного Нью-Йорка» — гангстерська група Сігала — Ланськи і групи контрабандистів Нью-Йорка, Бостона, Род-Айленда і Атлантік-Сіті.
Лучано пішов на контакт зі злочинцями неіталійського походження, при цьому не втративши авторитет перед босами інших «сімей». Це було революційне нововведення того часу. Тепер на «Коза ностру» працювали не тільки сицилійці, а й ті, кого потребувала ця організація. Варто відзначити, що гангстери неіталійського походження працювали на «Козу ностру», але не мали права стати її повноправними членами.
Лучано в більшій мірі, ніж інші, приділяв увагу бізнесу. Він усвідомив першим, що поділ праці збільшить ефективність мафії. Лучано був ініціатором створення особливого підрозділу «Кози ностри» — «Корпорації вбивств». За його рекомендацією «Корпорацію вбивств» очолив Альберт Анастазія. Лучано також взяв проституцію під свій контроль і став сутенером № 1. У Нью-Йорку йому належало близько 200 будинків розпусти. У 1935 році їх сукупний дохід оцінювався в суму близько $ 20 млн, з них приблизно $ 200 000 дісталися Лучано.
За непідтвердженими даними, він був організатором кількох десятків вбивств, причому всі вони сталися в один день. Так він позбувся конкурентів, ставши таким чином негласним господарем Нью-Йорка.

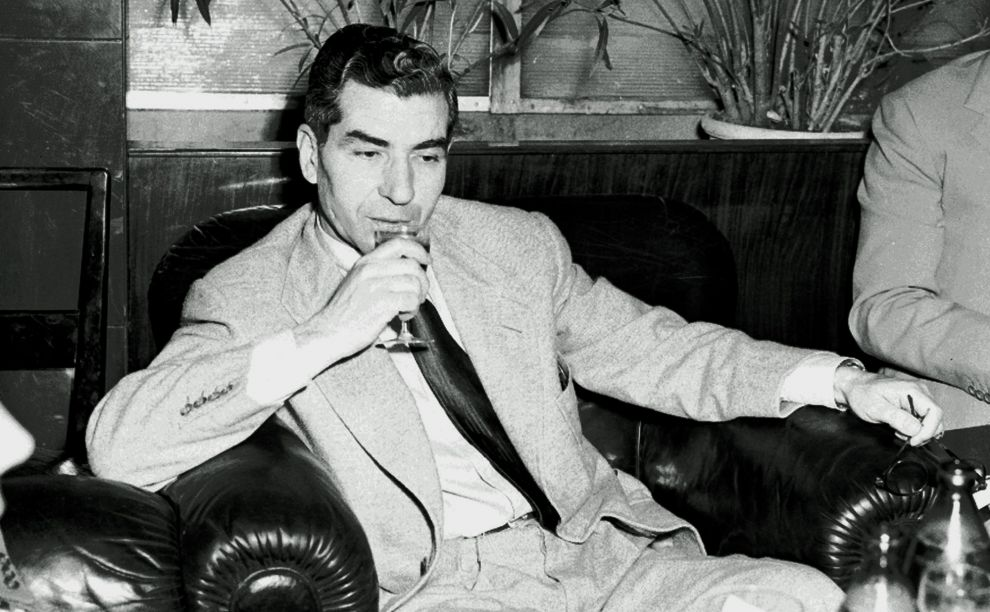
Лучано в 1948 році

У 1936 році прокурор штату Нью-Йорк Томас Дьюї пред'явив Лучано звинувачення в організації мережі кубел і публічних будинків і зміг домогтися його засудження на строк від 30 до 50 років.
У 1943 році Лучано, на прохання американського уряду за рекомендацією Томаса Дьюї, допоміг здійснити військову операцію з висадки американських військ на Сицилії, за що в тому ж році був звільнений, але після війни в 1946 році висланий в Італію.

### Діяльність в Італії
28 лютого 1946 року Лакі Лучано прибув в Італію, у Неаполь, де й осів. Всі його статки були переправлені за місцем нового проживання, і він не відчував ніяких труднощів при облаштуванні на новому місці. Спочатку він не перебував під жорстким наглядом поліції, тому зміг знову повернувся у добре знайомий йому злочинний світ, приєднавшись до мафії Неаполя. Досвідчений Лакі Лучано швидко налагодив контакти з наркобаронами, і його люди стали регулярно поставляти в міста Італії героїн та марихуану.
У жовтні 1946 року Лучано таємно переїхав у Гавану, на Кубу, ближче до США, щоб відновити контроль над операціями американської мафії, а згодом й повернутися. У грудні 1946 року Меєр Ланськи організував зустріч очільників великих кримінальних сімей у Гавані, яка отримала назву Гаванської конференції. Після конференції уряд США дізнався, що Лучано перебуває на Кубі. США почало тиснути на кубинський уряд, щоб Лакі Лучано було депортовано з країни. 24 лютого 1947 року уряд Куби взяв під варту Лучано і заявив, буде той депортований до Італії протягом 48 годин. Лучано відбув в Італію на турецькому вантажному судні, що пливло у Геную.
Двічі намагався повернутися в США, але невдало.

## Смерть
26 січня 1962 року Лакі Лучано помер від серцевого нападу в міжнародному аеропорту Неаполя, куди він приїхав, щоб зустрітися з американським продюсером Мартіном Ґошем, який фільмував документальну стрічку про мафію. Під час зустрічі з режисером у Лакі Лучано трапився інфаркт, і він помер по дорозі в лікарню. Лучано — один з небагатьох гангстерів, які померли своєю смертю.
Через три дні відбувся похорон Лучано в Неаполі, на якому були присутні понад 300 осіб. Тіло Лакі Лучано провезли вулицями Неаполя в чорному катафалку. З дозволу уряду США родичі Лучано відвезли його тіло в Нью-Йорк для перепоховання. Його було перепоховано на цвинтарі Сент-Джон в окрузі Квінз. На церемонії перепоховання було понад 2000 осіб, а Карло Гамбіно, давній друг Лучано, виступив з промовою.

## В кіно
- (1960—1961) — «Свідок» … Лучано зіграв Теллі Савалас
- (1972) — «Папери Валачі» … Лучано зіграв Анджело Інфанти
- (1973) — «Лакі Лучано» … Лучано зіграв Джан Марія Волонте
- (1981) — «Гангстерські хроніки» … Лучано зіграв Майкл Ноурі
- (1984) — «Клуб „Коттон“» … Лучано зіграв Джо Даллесандро
- (1991) — «Гангстери» … Лучано зіграв Крістіан Слейтер
- (1991) — «Багсі» … Лучано зіграв Біллі Грем
- (1991) — «Біллі Батгейт» … Лучано зіграв Стенлі Туччі
- (1991) — «Таємниче вбивство Тельма Тодд» … Лучано зіграв Роберт Даві
- (1991) — «Скажений пес Колл» … Лучано зіграв Метт Сервітто
- (1991) — «Прибрати Голландця» … Лучано зіграв Лео Донато
- (1993) — «Спец по зброї» … Лучано зіграв Біллі Драго
- (1997) — «Громило» … Лучано зіграв Енді Гарсія
- (1999) — «Новий Дон» … Лучано зіграв Вінс Корацца
- (1999) — «Хрещений Ланскі» … Лучано зіграв Пол Сінкофф (в молодості) і Ентоні ЛаПалья (в зрілості)
- (2001) — «Справжні недоторканні» … Лучано зіграв Девід Віджай
- (2010) — «Підпільна імперія» … Лучано зіграв Вінсент Пьяцца
- (2016) — «charles "lucky" luciano» …Лучано зіграв Нікіта Ізвак